# Víselki (Krasnodar)
Víselki (del ruso: Вы́селки) es una stanitsa, centro administrativo del raión de Víselki del krai de Krasnodar, en Rusia. Está situada en las llanuras de Kubán-Priazov, en la cabecera del Zhuravka, afluente del Beisuzhok Izquierdo, tributario del Beisug), 77 km al nordeste de Krasnodar, la capital del krai. Tenía 19 426 habitantes en 2010.
Es cabeza del municipio Víselkovskoye, al que pertenecen asimismo Inogorodne-Malióvani y Pervomáiskoye.

## Historia
Hasta la década de 1870 la región donde se halla Víselki estaba poco poblada. Al oeste y suroeste se hallaban las stanitsas de los cosacos del Mar Negro y al sureste, las de los cosacos de la Línea del Cáucaso. La localidad fue fundada en la orilla derecha del Zhuravka en 1893, por colonos de estas otras stanitsas, fundadas a finales del siglo XVIII y principios del siglo XIX, que habían solicitado tierras para cultivar y que establecieron el jútor Vorovskolevski (por Vorovskoleskaya, en el otdel de Batalpashinsk).
El 10 de octubre de 1903 fue designada stanitsa con el nombre Víselki. En 1910, colonos provenientes de la stanitsa Suvórovskaya del otdel de Batalpashinsk fundaron en la orilla izquierda del Zhuravka la stanitsa Novosuvórovskaya, cuyo territorio actualmente está dentro del término de Víselki. La población de la stanitsa creció con la llegada de inmigrantes. Hasta 1920 pertenecía al otdel de Ekaterinodar del óblast de Kubán.

## Demografía
| 1959   | 1970   | 1979   | 1989   | 2002   | 2010   |
| ------ | ------ | ------ | ------ | ------ | ------ |
| 14 455 | 14 960 | 15 985 | 17 683 | 18 507 | 19 426 |

## Composición étnica
De los 18 507 habitantes que tenía en 2002, el 94.3 % era de etnia rusa, el 2.2 % era de etnia ucraniana, el 1.3 % era de etnia armenia, el 0.6 % era de etnia bielorrusa, el 0.3 % era de etnia griega, el 0.2 % era de etnia alemana, el 0.2% era de etnia tártara, el 0.1 % era de etnia adigué, el 0.1 % era de etnia georgiana,el 0.1 % era de etnia turca y el 0.1 % era de etnia azerí.

## Personalidades
- Aleksandr Tkachov (*1960), político ruso, Jefe de la Administración del krai de Krasnodar (2001-).

## Transporte
La localidad cuenta con una estación en la línea Tijoretsk-Krasnodar-Novorosisk de la red del ferrocarril del Cáucaso Norte. La carretera federal M4 Don Moscú-Novorosisk pasa 11 km al oeste de la población.